# Mitjana mòbil
Una mitjana mòbil, acrònim MM, (en anglès: Moving Average, acrònim: MA) és una sèrie de mitjanes que mostren la tendència d'una variable en una sèrie temporal en n períodes. S'utilitza per a suavitzar les fluctuacions a curt termini d'una variable ressaltant els cicles de llarg termini o tendències, però presenten un desfasament temporal. Estadísticament es defineix com un mètode utilitzat per a analitzar un conjunt de dades creant una nova sèrie temporal de dades formada per mitjanes, i calculades basant-se en un subconjunt de n períodes de les dades originals.

## Mitjana mòbil simple
La mitjana mòbil simple (MMS) no pondera -dona el mateix pes- a les mitjanes que formen la sèrie. Per exemple una mitjana mòbil de 10 dies sobre la cotització de Telefónica (TEF) sumarà els 10 darrers preus de tancament de cotització del valor i dividirà el total per 10 -en calcularà la mitjana-, que esdevindrà la primera dada de la sèrie; i així per cada dia successiu: 
Preus de cotització de tancament: {\displaystyle p_{TEF},p_{TEF-1},\dots ,p_{TEF-9}} then the formula is
{\displaystyle {\textit {MMS1}}={p_{TEF}+p_{TEF-1}+\cdots +p_{TEF-9} \over 10}}
L'endemà hi ha un nou preu de tancament de cotització i s'afegeix a la suma i es treu el més antic:
{\displaystyle {\textit {MMS2}}={p_{TEF+1}+p_{TEF}+p_{TEF-1}+\cdots +p_{TEF-8} \over 10}}
Per fer-ho simplificadament:
{\displaystyle {\textit {MMS2}}={\textit {MMS1}}+{p_{TEF+1} \over 10}-{p_{TEF-9} \over 10}}

En anàlisi tècnica el període seleccionat, 10 dies, 40 dies, o 500 dies, depèn de l'interès pel curt, mig o llarg termini. Així mateix les mitjanes mòbils són interpretades com a resistències -en un mercat alcista- o suports -en un mercat baixista-; també donen senyal de compra a venda quan la sèrie de preus tanca per sobre de la mitjana mòbil. Si s'utilitzen dues mitjanes mòbils, una amb en un període curt i una altra en un període més llarg, donen senyal de compra quan la mitjana curta talla a l'alça la mitjana llarga, i per la venda és la inversa.

## Mitjana mòbil ponderada
Una mitjana mòbil simple a vegades es veu desproporcionadament influenciada per dades passades, sobretot si aquesta es calcula pel mig o llarg termini. Per evitar aquests situació es creen les mitjanes mòbils ponderades (en anglès: Weighted moving average; acrònim: WMA) que donen més pes a les dades presents que a les dades antigues.

## Mitjana mòbil ponderada exponencial
Una mitjana mòbil ponderada exponencial (en anglès: Exponential moving average; acrònim EMA o Exponentially weighted moving average; EWMA) és una mitjana mòbil ponderada on els pesos de ponderació decreixen exponencialment. El factor de ponderació per a dates antigues decreix exponencialment, donant-los cada vegada menor pes però sense arribar mai a zero. Com que el factor decreix progressivament sense arribar mai a zero, a vegades es parla de suavitat exponencial.